# The Shadows
«Шедовс» (англ. The Shadows, у перекладі „Тіні“) — британський рок-н-рольний інструментальний гурт, Утворений у травні 1958 року у Лондоні внаслідок перетворення гурту The Five Chesternuts у The Drifters, а потім остаточно у The Shadows (липень 1959 року).

## Склад
До першого складу гурту входили:
1. Генк Марвін (Hank B.Marvin), справжнє ім'я Брайн Ренкін (Brain Rankin), 28.10.1941, Ньюкастл, Велика Британія — гітара, фортепіано, вокал;
2. Брюс Велч (Bruce Welch), справжнє прізвище Кріппс (Cripps), 2.11.1939, Бонор Регіс, Велика Британія — гітара;
3. Теренс «Джет» Гарріс (Terence «Jet» Harris), 6.07.1939, Лондон, Велика Британія — бас
4. Тоні Міен (Tony Meehan), справжнє ім'я Даніель (Daniel), 2.03.1942, Лондон, Велика Британія — ударні.

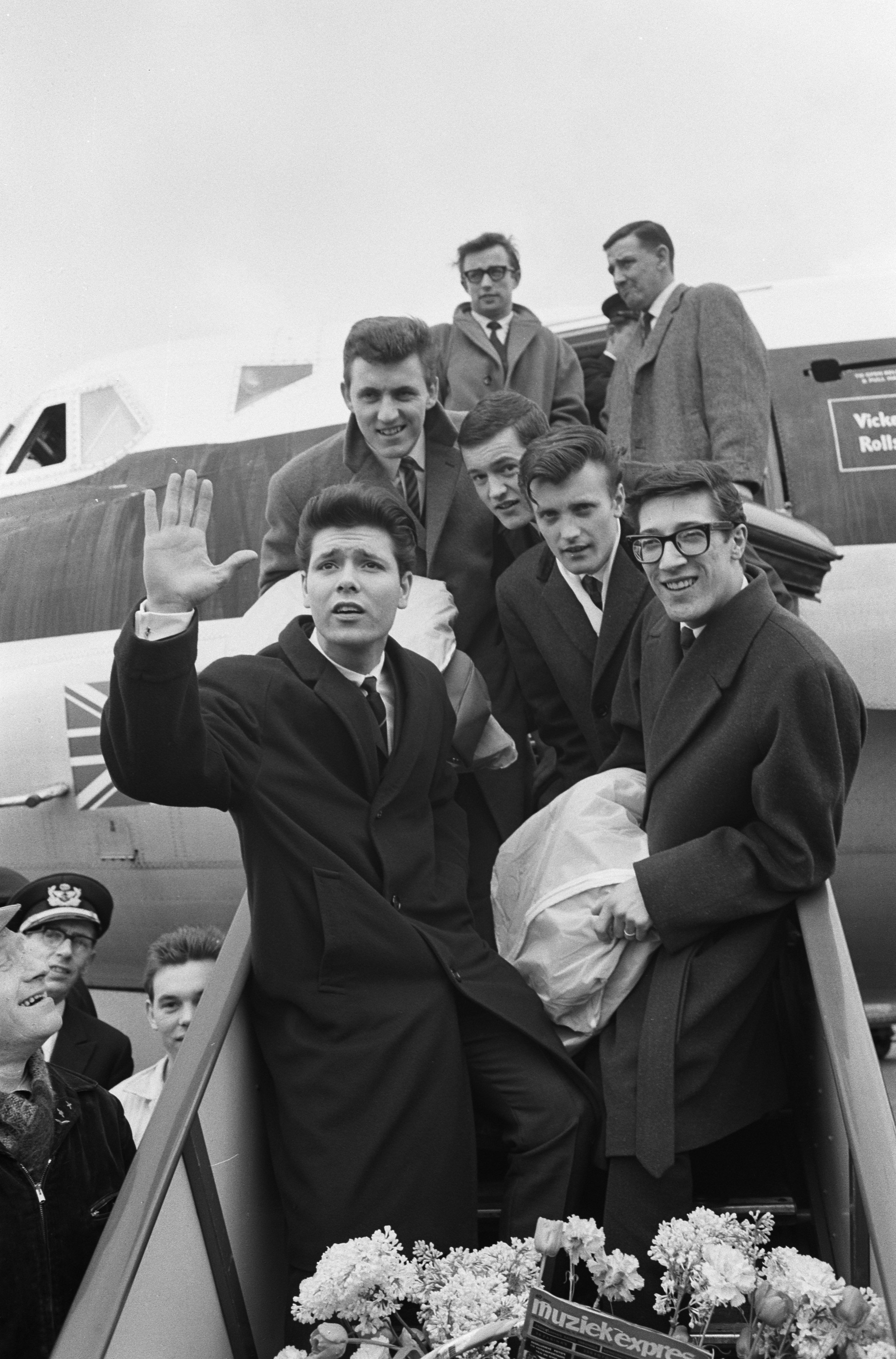
Кліфф Річард (внизу ліворуч) і The Shadows, 1962 рік, проти годинникової стрілки справа наліво: Генк Марвін, Джет Гарріс, Брайан Беннетт і Брюс Велч.

## Історія
Ще з назвою The Drifters гурт акомпонував Кліфові Річарду. Після виходу першого синглу Річарда гурт уклав самостійну угоду з представником фірми «Columbia» Норрі Пейратором. Після двох синглів, які були видані під старою назвою The Drifters, з'явився їх вокальний твір «Saturday Dance». Всі ці роботи не принесли гурту успіху, проте зворотнім пунктом у кар'єрі The Shadows стало знайомство та співпраця з композитором Джеррі Лорденом, який подарував їм твір «Apache». Цей інструментальний запис виявився великим хітом і зайняв перше місце британського чарту на шість тижнів, а у багатьох музичних анкетах був проголошений синглом року. Таким чином The Shadows зміцнили свої позиції на музичному ринку, побічно виштовхнувши з вершини чарту пісню Річарда «Please Don't Tease».
Наступні роки принесли The Shadows серію хіт-синглів, серед яких були: «FBI», «The Frightened City», «The Savage» та «Guitar Tango». Всі вони ввійшли до першої десятки, як і наступні: «Kon Tiki», «Wonderful Land», «Dance On» та «Foot Tapper». Однак, незважаючи на великий успіх, у складі гурту все ж трапились зміни. У жовтні 1961 року Міена замінив Брайн Беннетт (Brian Bennett), 9 лютого 1940, Лондон, Велика Британія, а в квітні 1962 року Харріса — Брайн «Лайкоріс» Локінг (Brian «Licorice» Locking). Цей останній через рік поступився місцем Джону Ростіллу (John Rostill), 16 червня 1942, Бірмінгем, Велика Британія — 26 листопада 1973, Редлетт, Велика Британія. Що цікаво: незабаром записи Харріса та Міена почали конкурувати на топ-аркушах з творами The Shadows. Наприклад, до першого місця піднялась їх спільна робота — сингл «Diamonds».
У 1963—1964 роках The Shadows знову записали кілька вдалих композицій: «Atlantis», «Geronimo», «Theme For Young Lovers» та «The Raise & Fall Flingel Bunt», однак поступово розквіт мерсібіту почав відтісняти їх твори. Тоді гурт взяв участь у кількох фільмах за участю Кліффа Річарда, а також виступила у лондонському мюзиклі «Alladin & His Wonderful Lamp», з якого походить їх хіт «Genie With The Light Brown Lamp». 3 1965 року популярність групи почала спадати і саме у цей період з'явились два маловдалих сингли «The Next Time I See Mary Ann» та «Don't Make My Baby Blue». Реалізований пізніше фільм та деякі інші артистичні проекти також не принесли визнання.
1968 року The Shadows публічно заявили про намір припинити діяльність і наступного року після проведеного турне Японією у складі: Марвін, Ростілл, Беннетт та Ален Хоукшоу (Alen Hawkshaw) — фортепіано, гурт розпався. Пізніше Марвін реалізував кілька сольних робіт, а також разом з Уелчем та Джоном Фарраром утворив формацію Marvin, Welch & Farrar, яка грала у стилі Crosby, Stills & Nash. Початок сімдесятих років приніс колишнім членам The Shadows і приємне, і трагічне. Марвін вступив до громади «Свідків Єгови», Уелч мав бурхливий роман з співачкою Олівією Ньютон-Джон, а Ростілл 26 листопада 1973 року під час гри на гітарі був смертельно вражений електричним струмом.
1973 року до тріо Марвін, Уелч та Фаррар приєднався Беннетт і гурт зі старою назвою The Shadows повернувся з альбомом «Rockin' With Curly Leads», на якому продюсером та бас-гітаристом був Алан Тарні (Alan Tarney). Гурт також дав багато вдалих концертів. В 1975 музикантам навіть було запропоновано представляти Велику Британію на конкурсі «Євробачення», де їх твір «Let Me Be The One» зайняв друге місце і дозволив гурту після багаторічної перерви ввійти до британського Тор 20.
1976 року гурт залишив Форра, а незабаром до The Shadows приєднались Алан Джонс (Alan Jones) — бас та Кліф Гол (Cliff Hall) — клавішні. Великий успіх їх компіляції «20 Golden Greats» викликав нову хвилю популярності The Shadows, a 1978 року, після майже десятирічної відсутності у першій десятці, гурт повертається туди з твором «Don't Cry For Me Argentina». Через кілька місяців цей успіх повторила композиція «Theme From The Deer Hunter (Cavatina)». The Shadows продовжували проводити регулярні турне і випустили кілька чергових компіляцій. 1983 року у свій двадцятип'ятирічний ювілей гурт отримав нагороду «Ivora Novello».

## Дискографія
- 1961: The Shadows
- 1962: Out Of The Shadows
- 1963: Greatest Hits
- 1964: Dance With The Shadows
- 1965: The Sound Of The Shadows
- 1965: More Hits
- 1966: Shadow Music
- 1967: Jigsaw
- 1967: From Hank, Bruce, Brian & John
- 1968: Established
- 1958 Somethin' Else Shades Of Rock
- 1973: Rockirr With Curly Leads
- 1975: Scees Appeal
- 1975: Live At The Paris Olympia
- 1976: The Shadows Rarities
- 1977: 20 Golden Greats
- 1977: Tasty
- 1978: Thank You Very Much
- 1979: String Of Hits
- 1980: Another String Of Hits
- 1980: Change Of Address
- 1981: Hits Right Up Your Street
- 1982: Life In The Jungle — Live At Abbey Road
- 1983: XXV
- 1984: The Shadows' Vocals
- 1984: Guardian Angel
- 1986: Moonlight Shadows
- 1987: Simply Shadows
- 1988: EP Collection
- 1989: Steppin' To The Shadows
- 1989: At Their Very Best
- 1990: The Original Chart Hits 1960—1980
- 1990: Reflection
- 1991: Themes & Dreams
- 1993: Shadows In The Night

### Marvin, Welch & Farrar
- 1971: Marvin, Welch & Farrar
- 1971: Second Opinion

### Hank Marvin
- 1969: Hank Marvin
- 1973: Marvin & Farrar (разом з Джоном Фарраром)
- 1977: The Hank Marvin Guitar Syndicate
- 1982: Words & Music
- 1983: All Alone With Friends
- 1988: Would You Believe It… Plus

### Jet Harris
- 1976: Remembering… Jet Harris

### Brian Bennett
- 1967: Change Of Direction
- 1969: The Illustrated London Noise
- 1977: Rock Dreams
- 1978: Voyage